# 隼人の楯

隼人の楯

隼人の楯（はやとのたて）は、奈良県奈良市の平城宮跡より出土した、古代在京隼人が使用した8世紀前半頃の木製の盾。『延喜式』に見える「隼人楯」の記述と合致する特徴を備えた奈良時代の考古資料である。

## 概要
飛鳥・奈良時代、南九州の薩摩・大隅地域の人々は、当時の律令政府により擬製的な化外の民（夷狄）として扱われ、「隼人」と呼ばれた。史料上での隼人は、『古事記』の神話部分や仁徳天皇条などに見え、早くから登場しているが、確実な史実としての記述が認められるのは、7世紀後半にあたる天武朝11年（682年）7月の飛鳥京への朝貢記録（『日本書紀』）からとされる。これ以降801年（延暦20年）の朝貢停止（『類聚国史』）・805年（延暦24年）の風俗歌舞停止（『日本後紀』）に至るまで、ほぼ6年毎に朝貢し、都（藤原京・平城京）で兵部省傘下の隼人司に統括され、宮城警備や宮中儀礼行為への参加、竹製品の製作などの課役に従事した。

### 楯の発見
楯は1963年（昭和38年）、平城宮跡の第14次発掘調査6ADH地区（宮城跡南西隅）で検出された井戸遺構（SE1230）から、枠板に転用された状態で計16枚みつかった（15枚とする資料もある）。

### 特徴
奈良国立文化財研究所（現・奈良文化財研究所）編『木器集成図録（近畿古代篇）』に掲載された1枚は、長さ152.2cm、幅48.0cm、厚さ2.6cmを測り、上部のみ山形を呈する。使用木材はヒノキである。
表面は赤土（ベンガラ）・白土・黒墨で描いた文様で充填されている。中央には白地に黒・赤の線で逆S字形の文様を大きく描き、山形の上部と下部にそれぞれ黒・赤による鋸歯文様を描いている。山形の上部には縁に沿うように小穴が複数開けられている。
裏面には、取っ手が取付けられた形跡が残る。また、「山」や「几人」、「此者近水海◯」等の何かしらのメモ書きか、落書きとみられる墨書がある。

## 延喜式の隼人楯
三代格式の1つで927年（延長5年）に成立した『延喜式』には、隼人の楯に関する以下の記述がある。
- 第28巻「兵部省隼人司・威儀条」:「凡威儀所須、横刀一百九十口、楯一百八十枚〔長五尺（150cm）・広一尺八寸（54cm）・厚一寸（3cm）、頭編著馬髪、以赤白土・墨、画鈎形〕、木槍一百八十竿〔長一丈一尺（330cm）〕、胡床一百八十脚、並収司臨時出用。」
- 第28巻「兵部省隼人司・大儀条」:「凡元日即位及蕃客入朝儀（中略）、〔番上隼人、已上横刀私備〕執楯槍、並坐胡床。」

これにより隼人の楯は、横刀・槍・胡床（床几）と共に180枚（横刀は190口）用意され、元旦や天皇即位の儀礼のほか、蕃客（外国使節団）入朝儀礼などの重要儀礼（大儀）にて使用されたことがわかり、かつこれらの儀礼で隼人が呪術的な役割を担って参加していたことが推定されている。記述に見える楯の寸法は、実際の出土品とほぼ一致しており「鈎形」とは逆S字文様を意味すると考えられる。また、「頭に馬髪を編著」するとは、山形の上辺に並ぶ小穴に馬のたてがみを結いつけて飾ったものと理解される。
飛鳥・奈良時代以前の、古墳時代遺跡出土盾の例では鋸歯文を持つものは多いが、逆S字文様をもつ盾は見られない。この赤白黒で塗られた逆S字紋様は、隼人の呪力を高め、辟邪や破魔の意味を持った文様ではないかと考えられている。井戸から出土した際、楯の表側をすべて井戸枠の外側に向けていた出土状況には、こうした辟邪の呪的効果を期待していたのではないかとする意見もある。

## シンボルマーク
奈良文化財研究所は、隼人の楯のデザインをシンボルマークとしている。
鹿児島県霧島市の隼人駅の正面には、実物の2倍の大きさで作られた隼人の楯のモニュメントが飾られている。

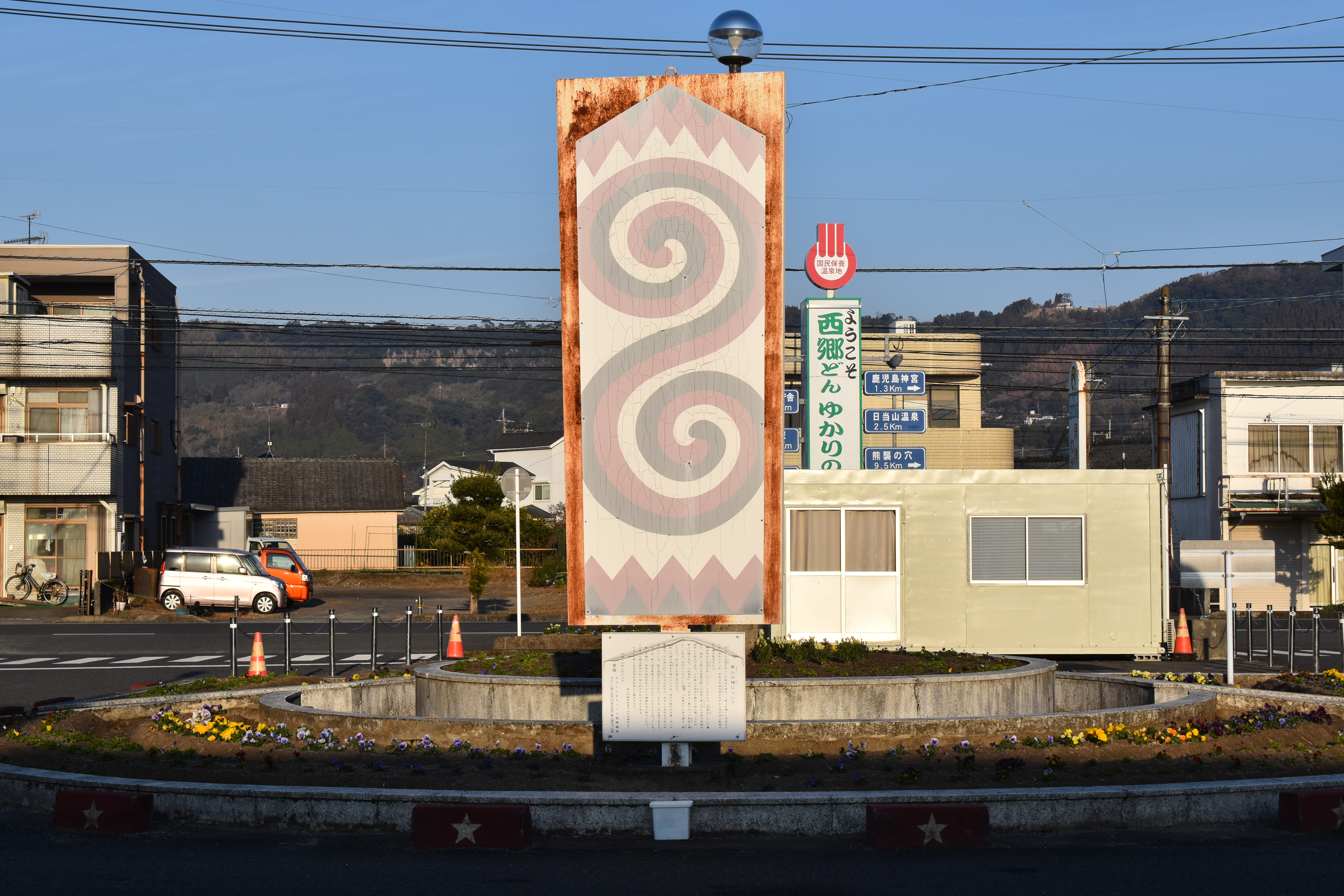
隼人駅前のモニュメント

## 文化財
大住隼人舞:京都府京田辺市大住（おおすみ）は、上京した隼人の居住地（移配地）とされ、地名の由来も大隅に基づくと言う。当地の月読神社で奉納される、京田辺市指定無形民俗文化財である隼人舞では、舞手が「隼人の楯」を掲げて踊る。